# Alice Holford
Alice Holford, född okänt år, död 1455, var en engelsk bailiff.
Hon ärvde år 1433 ämbetet som bailiff av London Bridge efter sin make Nicholas. Som sådan kontrollerade hon avgiften för de båtar som seglade under bron och de vagnar som passerade över den in till London. Att en kvinna hade ett sådant ämbete under medeltiden var mycket ovanligt, men blev möjligt på grund av vanan att låta änkan ärva sin makes verksamhet. Hon behöll ämbetet fram till sin död 22 år senare. 